# سيرينا سامبا-ماييلا
سيرينا سامبا ماييلا (من مواليد 31 أكتوبر 2000) هي لاعبة ألعاب قوى فرنسية تتنافس في سباق 60 متر حواجز وسباق 100 متر حواجز. فازت بالميدالية الذهبية في سباق 60 متر حواجز في بطولة العالم داخل الصالات 2022، والميدالية الفضية في بطولة العالم لألعاب القوى داخل الصالات 2024 حيث حسنت الرقم القياسي الوطني الفرنسي إلى 7.73 ثانية، والميدالية الذهبية في بطولة أوروبا لألعاب القوى 2024، حيث حققت أفضل رقم شخصي جديد وسجل وطني وسجل البطولة بزمن 12.31 ثانية. في دورة الألعاب الأولمبية الصيفية 2024، فازت سامبا ماييلا بالميدالية الفضية في سباق 100 متر حواجز.
يحمل سيرينا أفضل اللاعبات الأوروبيات تحت 18 عامًا في سباقات 60 مترًا و 100 متر حواجز (76.2 سم). فازت بالميداليات الفضية في سباق 100 متر حواجز في بطولة العالم تحت 18 سنة 2017 وبطولة أوروبا تحت 23 سنة 2021.